# Happy Tree Friends: False Alarm
Happy Tree Friends: False Alarm é um jogo baseado na série de animação em Flash, o jogo é desenvolvido pela Stainless Games e publicado pela SEGA. Foi programado para ser lançado em 2007, em seguida, Abril de 2008, mas foi adiantado e lançado em 25 de Junho de 2008 para Xbox 360 (através do serviço Xbox Live) e também para Microsoft Windows.

## Descrição
É um jogo de ação-aventura utilizando um conceito de "interação-com-o-ambiente". É similar em alguns aspectos ao jogo Lemmings. No jogo, o jogador controla quase todo mundo. As fases incluem uma mina, uma fábrica de doces, hospital, e um museu. Além disso, há um episódio exclusivo no jogo, no entanto, acabou sendo exibido no site oficial dos HTF. Os personagens disponíveis nesse jogo são Flippy, Flaky, The Mole, Russell, Giggles, Toothy e Nutty.
O jogo não inclui todos os personagens da série, Cuddles, Petunia, Handy, Sniffles, Pop e Cub não apareceram no Jogo.
O jogo em si possui um HUD com Lumpy nele, quatro ícones de habilidades: Fogo, água, nitro e ação, e um medidor de capacidade, o que impede o uso excessivo de qualquer habilidade (no canto superior esquerdo), há também, no canto superior direito, um alarme de incêndio com cada bolinha ao redor, que tem uma de ouro, prata e bronze que se relaciona com a recompensa final após a conclusão (ou, se for o caso, a falta de conclusão) de um nível. Os personagens do Happy Tree Friends que estão sendo resgatados, têm seus próprios ícones, de um a cinco, na parte superior da tela na HUD, com uma barra de saúde para indicar sua condição. Se o ícone estiver congelado, isso significa que o personagem está atualmente congelado. Se o retrato do personagem é preto e tem chamas provenientes da mesma, o que significa que o personagem está em chamas. Se houver um grande X vermelho através do retrato, isso significa que ele está morto.

## Obtendo

### Xbox 360
Passo a passo como obter o jogo Happy Tree Friends: False Alarm no seu Xbox 360:
1. Ligue seu console Xbox 360 e vá para Xbox Live Marketplace
2. Selecione "Browse" e coloque em "All Games"
3. Desça até  o "H"
4. Selecione Happy Tree Friends
5. A partir daí você pode baixá-lo por 800 pontos de Microsoft Points, você precisará de pelo menos 150MB de espaço livre em uma unidade de armazenamento do seu Xbox 360 para baixar o jogo

### PC
O jogo não está mais disponível pela compra na rede Steam.